# Torfbusch

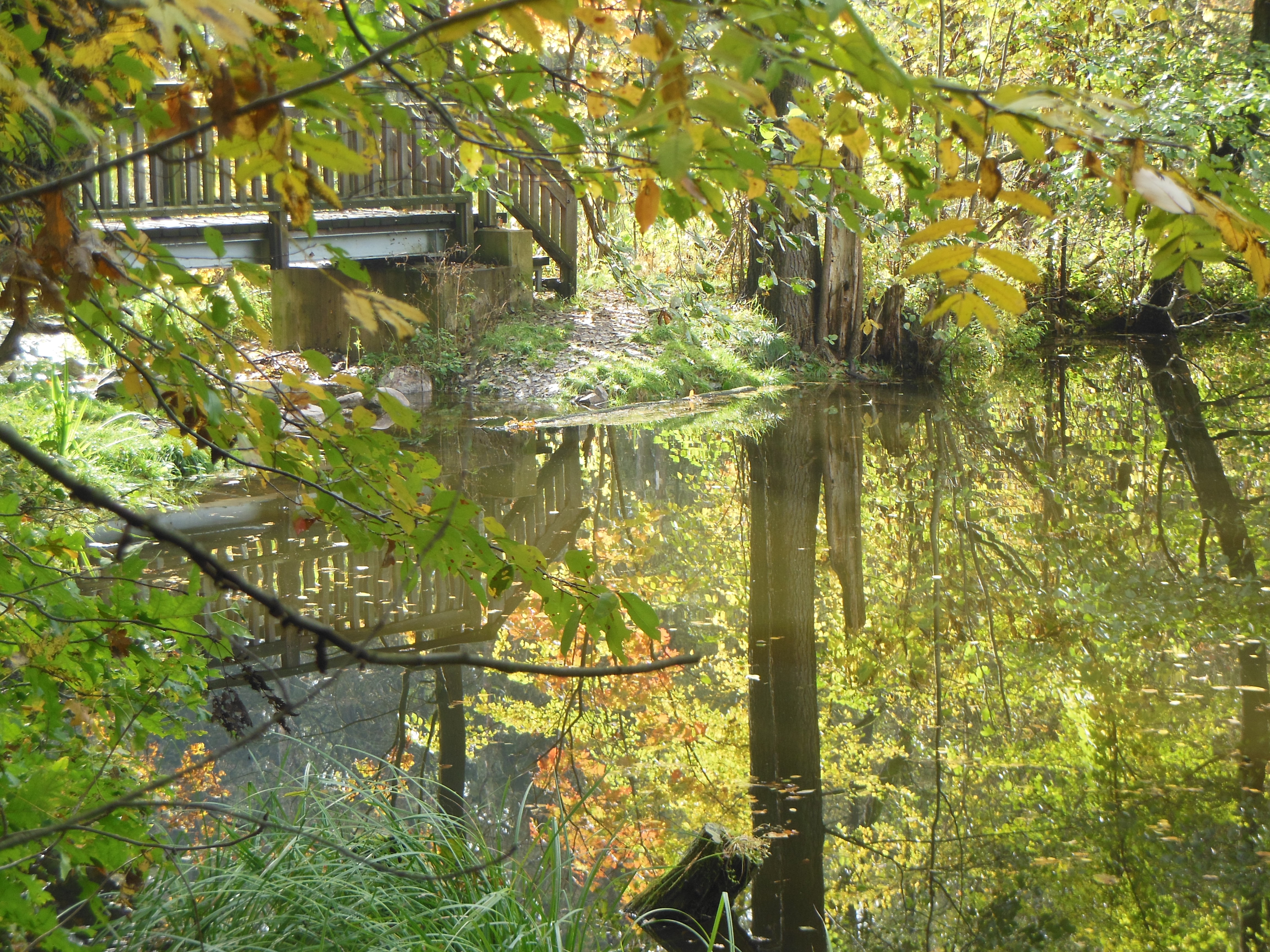
Naturschutzgebiet Torfbusch (Oktober 2013)

Das Naturschutzgebiet Torfbusch liegt im Landkreis Dahme-Spreewald in Brandenburg. 
Das Naturschutzgebiet mit den Selchower Seen im südlichen Bereich erstreckt sich westlich von Selchow, einem Ortsteil der Gemeinde Schönefeld. Westlich des Gebietes verläuft die B 96 und nördlich die B 96a. Westlich anschließend erstreckt sich das rund 90 ha große Naturschutzgebiet Glasowbachniederung und nordöstlich der Flughafen Berlin-Schönefeld.

## Bedeutung
Das rund 47,5 ha große Gebiet mit der Kenn-Nummer 1565 wurde mit Verordnung vom 6. Januar 1937 unter Naturschutz gestellt. 